# Heinz Mühlenbein (Maler)
Heinz Mühlenbein (auch: Hans oder Heinrich Mühlenbein; * 17. Januar 1883 in Hannover; † 8. März 1976) war ein deutscher Künstler, Maler, Restaurator, Kunst-Glasmaler und Stifter. Er lebte und arbeitete vornehmlich in Hannover.

## Leben
Zur Zeit des Königreichs Hannover gab es während der Einweihung des Ernst-August-Denkmals am 21. Juni 1861 in der Residenzstadt Hannover bereits einen Mann namens Mühlenbein, der laut der hierzu nachträglich erschienenen Gedenkschrift Ernst-August-Album zu den Teilnehmern in der Berufsgruppe der „Maurer und Steinhauer“ des am selben Tag veranstalteten Festumzuges gehörte.
Heinz Mühlenbein wurde 1883 in der Gründerzeit des Deutschen Kaiserreichs geboren und war ein Neffe des Glasmalers Franz Lauterbach (1865–1933) in Hannover, bei dem er seine Ausbildung in der Kunst der Glasmalerei durchlief.

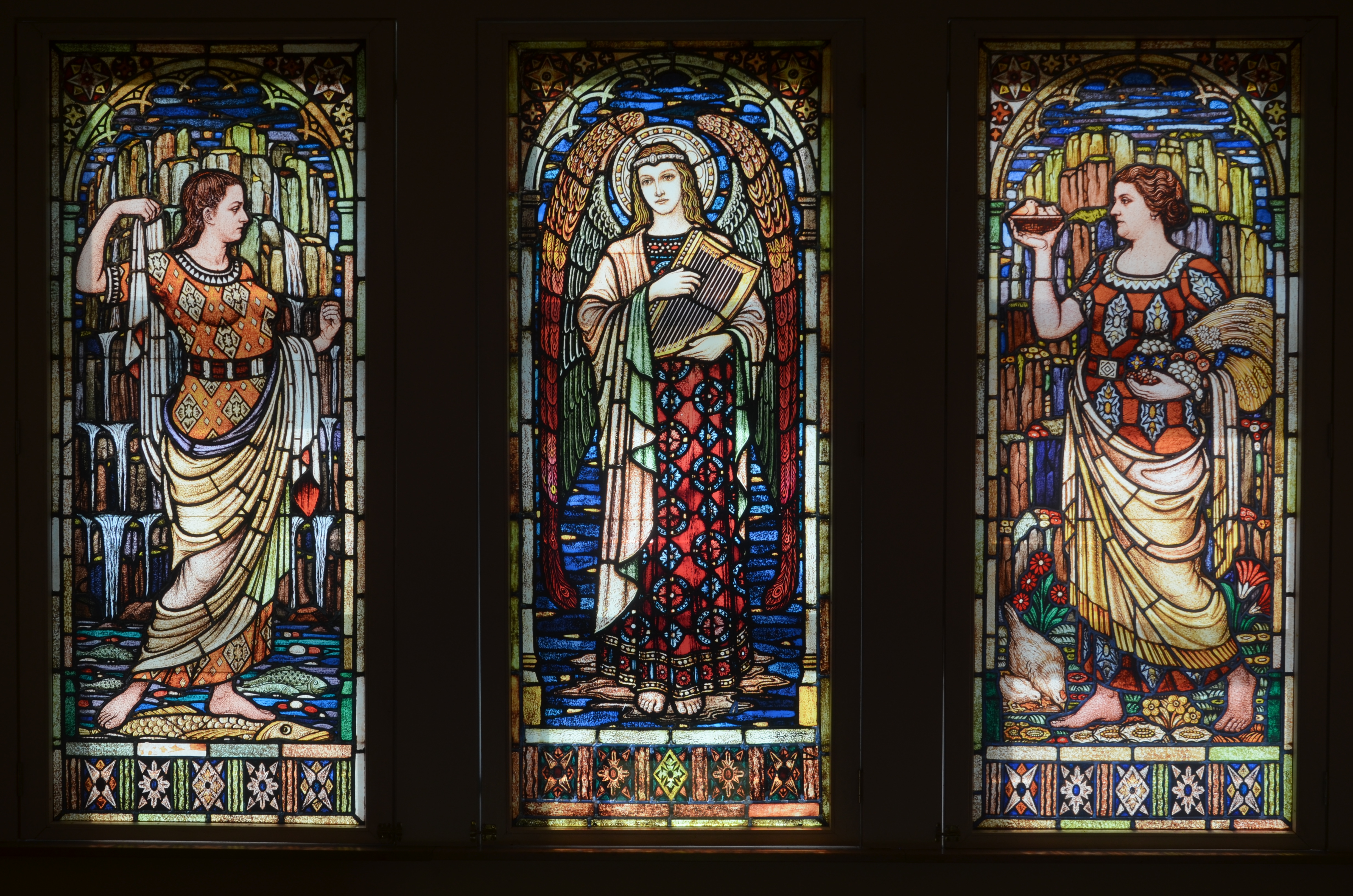
Drei Glasfenster im Jugendstil;
1920 für Hermann Rexhausen, Repliken im Kulturdenkmal Hermannshof in Völksen

Nachdem er in verschiedenen Werkstätten gearbeitet hatte, gründete Mühlenbein im Jahr 1910 – ebenfalls in Hannover – seine „Kunstglasmalerei“-Werkstatt. Zeitweilig – etwa für ein um 1912 entstandenes Kirchenfenster für die von dem Architekten August Kelpe errichtete Kirche der Kirchengemeinde Seggebruch – arbeitete Mühlenbein mit „F. Wenzel“ zusammen.
Bei der vom Deutschen Werkbund veranstalteten Deutschen Werkbund-Ausstellung 1914 in Köln war in der Haupthalle im Raum Hannover eine Arbeit des Bildhauers Georg Herting in Zusammenarbeit mit der Grafikerin Aenne Koken zu sehen, die durch „Heinrich Mühlenbein“, der seinen Sitz seinerzeit in der Heinrichstraße 61a in Hannover hatte, ausgeführt worden war. Ebenfalls 1914 und ebenfalls nach Entwürfen der Künstlerin Aenne Koken fertigte Mühlenbein die Kunstverglasung im Treppenhaus des von dem Architekten Karl Siebrecht errichteten Neubaus an der Podbielskistraße in Hannover für den Backwarenhersteller und Keks-Fabrikanten Bahlsen.
Im Frühjahr 1933 stellte Mühlenbein mehrere Exponate des im selben Jahr verstorbenen Künstlers Franz Lauterbach für die Gedenkausstellung auf der Ordensburg des Deutschen Ordens, der Marienburg zur Verfügung, die Mühlenbein im Anschluss am 25. und 26. April 1933 dem Lauterbach-Nachlass zuführte: Erst im März 2017 wurden beispielsweise Lauterbachs „Hector-Fenster“ sowie dessen „Leonidas-Fenster“ im Magazin des Niedersächsischen Landesmuseums wiederentdeckt.
Ab Mitte der 1930er Jahre vermietete die Witwe von Franz Lauterbach, Sophie (geborene Dävers; † 3. Juni 1940), zugleich Eigentümerin des Hauses Dieterichstraße 2 in Hannover, die dort befindliche ehemalige Werkstatt von Lauterbach & Schröder an Heinz Mühlenbein.

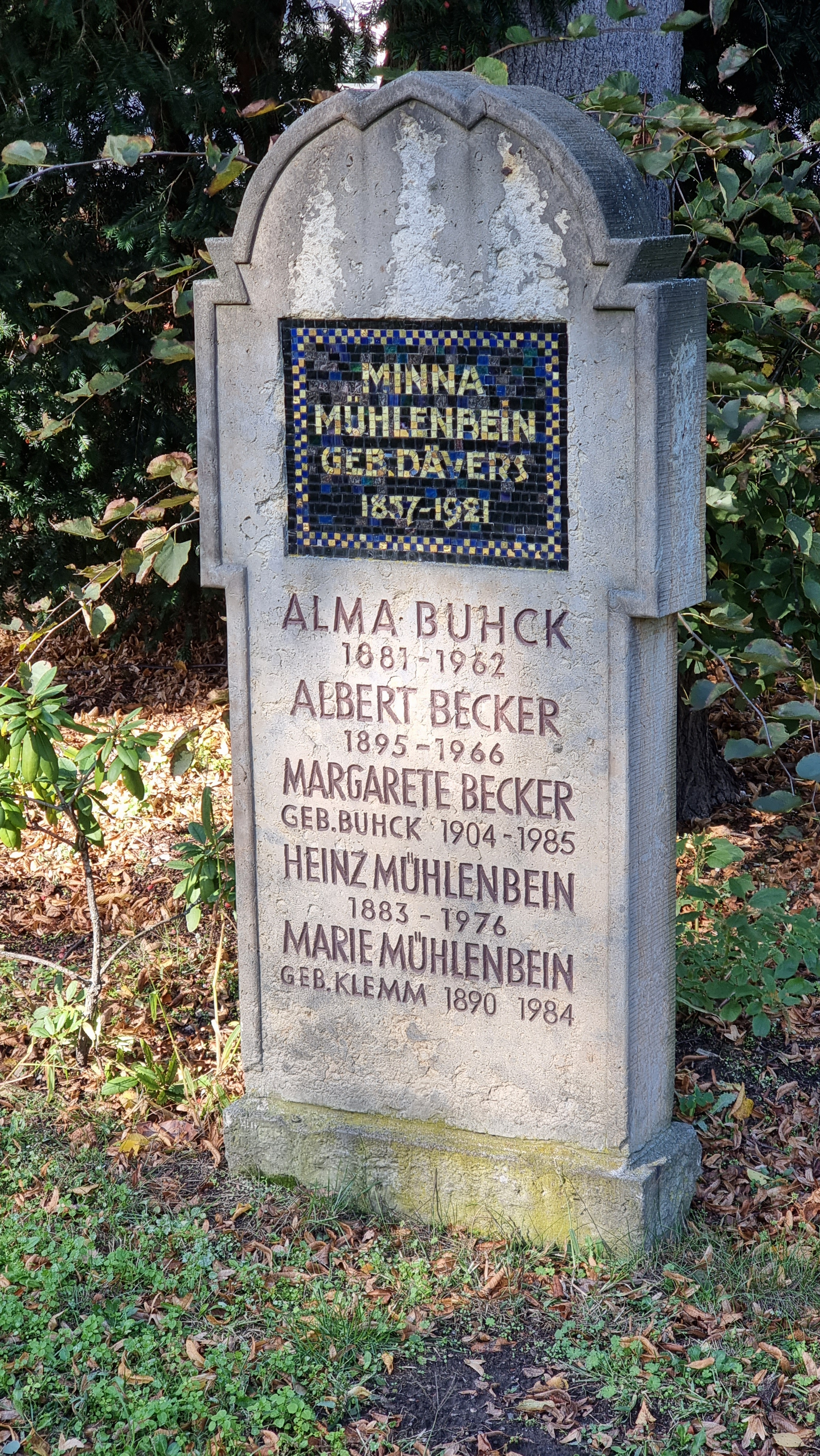
Mühlenbeins Familiengrabmal auf dem Stadtfriedhof Stöcken;
oben ein Mosaik für Minna Mühlenbein, geborene Dävers (1857–1921)

1956 schlug der in der Kirche St. Nicolai in Lemgo tätige Pastor in Rente Albert Hettling (1882–1967) vor, dort von Franz Lauterbach nicht ausgeführte Kirchenfenster durch dessen Neffen Mühlenbein fertigen zu lassen, „[...] der mit dem Verfahren seines Onkels vertraut ist“.
Nachdem Mühlenbein 1963 noch in der Dieterichsstraße 2A zu finden war, wurde er am 6. Juni 1964 durch die Verleihung des Verdienstkreuzes am Bande des Verdienstordens der Bundesrepublik Deutschland geehrt in Würdigung der durch Mühlenbein in zahlreichen Kirchen Niedersachsens geschaffenen und restaurierten Glasfenster.
Mühlenbeins „Kunstglasmalerei“-Werkstatt wurde 1967 – mehr als ein halbes Jahrhundert nach ihrer Gründung – durch F. O. Schümann übernommen.

## Werke (sofern bekannt)

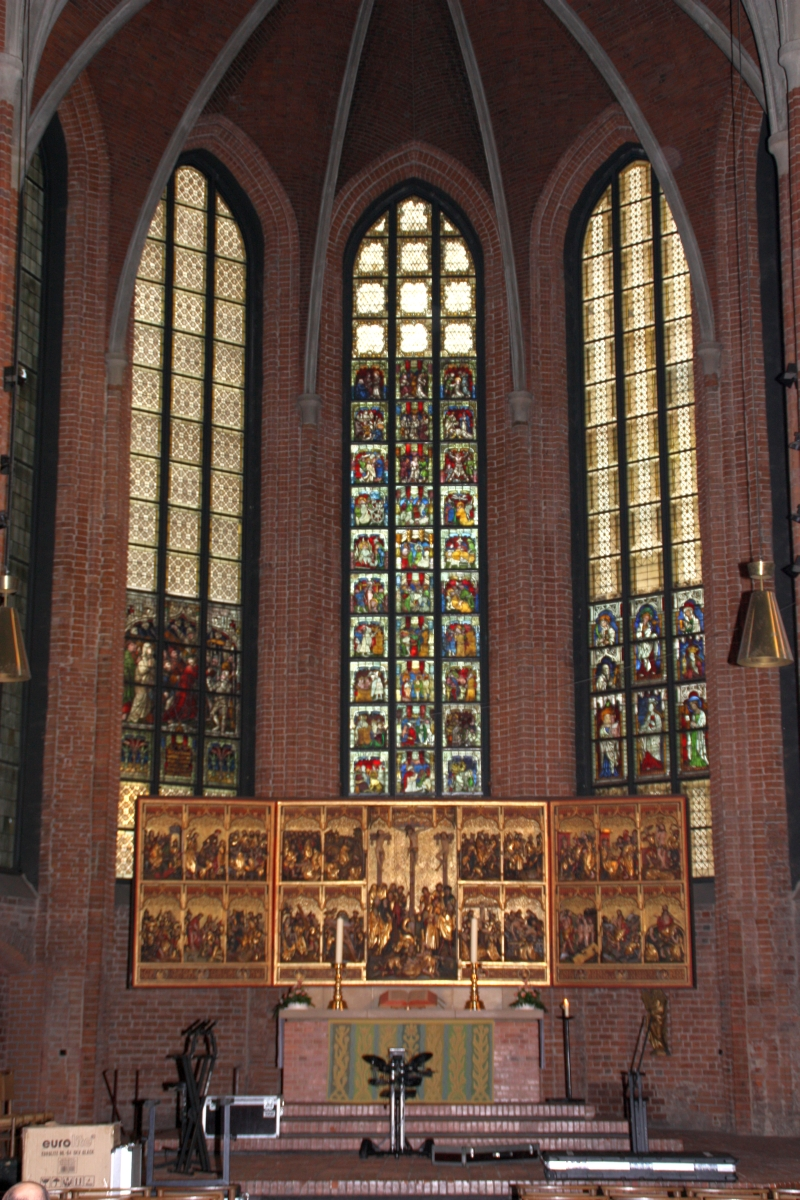
Das 1908 von Henning & Andres für die Marktkirche in Hannover geschaffene Kirchenfenster mit der Kreuztragung Christi (links) setzte Mühlenbein 1951 instand

- um 1912, mit „F. Wenzel“: Kirchenfenster für die Kirchengemeinde Seggebruch[10]
- 1920: Drei Glasbilder mit Figuren im Jugendstil, ehemals eingesetzt in den Fenstern der Diele des Großen Hauses des Fabrikanten Hermann Rexhausen in Völksen. Nachdem die Bilder lange als verschollen galten, wurden sie im 21. Jahrhundert bei den Nachfahren Rexhausens in der Celler Straße 68 in Hannover wiederentdeckt, dann nach einem fotografischen Reproduktionsverfahren direkt auf Glas gedruckt und als 2017 als Reproduktion wieder in die Fenster des Großen Hauses des heutigen Kulturdenkmales Hermannshof Völksen eingesetzt.[13]
- 1934: Vier Buntglasfenster in der Matthäuskirche Lehrte (Weihnachten, Kreuzigung, Auferstehung, Himmelfahrt)[14]
- 1951: Von den vier von der hannoverschen Firma Henning & Andres 1898 restaurierten mittelalterlichen Passionsfenster von 1498 in der Kirche St. Sixti in Northeim diente das Northeimer Kreuztragungs-Fenster derselben Firma im Jahr 1908 als Vorlage für ein Neugestaltung desselben Motivs in der hannoverschen Marktkirche. Das hannoversche Fenster galt fälschlicherweise dann lange Zeit als von den Spezialisten lediglich ergänztes Fenster aus der Zeit des Mittelalters – zumal die Signatur von Henning & Andres in der linken Bahn nur schwer entzifferbar ist mit den Worten „Resta [...] & completiert Anno Dom. 190 ... von Henning & Andres“. Das während der Luftangriffe auf Hannover während des Zweiten Weltkrieges im Jahr 1943 teilzerstörte Werk wurde durch Heinz Mühlenbein 1951 instand gesetzt.[6]
- 1954: Die beiden um 1410 als Glasfenster geschaffenen Werke Karl der Große und König Artus an der Südwand der Gerichtslaube im Rathaus Lüneburg erhielten nach dem Zweiten Weltkrieg und der Bergung der Fenster 1954 durch Mühlenbein „[...] geringfügige Reparaturen“.[15]
- 1957: In der Kirche des Klosters Amelungsborn setzte Mühlenbein von den ehemals insgesamt 96 Glasscheiben (ohne Zählung des Maßwerkgiebels), von denen nach einem Bombenangriff am 8. April 1945 zuletzt nur noch Fragmente erhalten waren, diese in den drei nach Osten zeigenden Fenstern des nördlichen Langhaus-Seitenschiffes zu möglichst sinnvollen Einheiten zusammen, wobei sich ein Fenster mit einem Inschriften-Fragment erhalten hat.[16]
- 1960: Nach Entwürfen der Künstlerin Ruth Margraf fertigte Mühlenbein mehrere der zahlreichen Kirchenfenster der Gartenkirche St. Marien in Hannover:
  - Drei Kirchenfenster im Chorraum mit der Verbildlichung von Jesu Seewandel, Der barmherzige Vater und der verlorene Sohn sowie Der barmherzige Samariter;[17]
  - die Rose über dem Nordportal, die Szenen aus dem Einzug Jesu in Jerusalem zeigt[17]

## Archivalien
Archivalien von und über Heinz Mühlenbein finden sich beispielsweise
- als Nachlass des Kirchenmalers im Landeskirchlichen Archiv Hannover, Signatur N 161[18]